# Empar Pineda i Erdozia
Empar Pineda i Erdozia (Hernani, 1944) és una dirigent feminista i lesbiana catalana d'origen basc. El 2008 va ser guardonada amb la Creu de Sant Jordi per la seva dedicació a favor dels drets de les dones.

## Biografia
En acabar el batxillerat es traslladà a Madrid, on vivia una germana seva, per a continuar els estudis en 1964. Va participar en les lluites estudiantils i se li prohibí matricular-se a la Complutense, raó per la qual acabà estudiant a la Universitat de Salamanca i es graduà en filologia romànica a la Universitat d'Oviedo. Després es traslladà a Madrid, on donà classes de llengua i literatura a una filial del Hogar del Empleado.
Lluitadora antifranquista, fou detinguda per les autoritats i passà un temps a la presó de Martutene. Durant la transició democràtica es traslladà a Barcelona, on fou dirigent del Moviment Comunista de Catalunya, al qual representà a l'Assemblea de Catalunya.
Militant feminista, el maig de 1976 creà la Coordinadora Feminista de Barcelona que organitzà les Primeres Jornades Catalanes de la Dona sota l'empara de l'Associació d'Amics de la UNESCO.
Fou candidata per la província de Barcelona dins les llistes de la Candidatura d'Unitat Popular pel Socialisme a les eleccions generals espanyoles de 1977 i fou cap de llista del MCC-OEC a les eleccions generals espanyoles de 1979.
El 1979 va participar en la fundació del Grup en Lluita per l’Alliberament de la Lesbiana. El 1980 fundà el Colectivo de Feministas Lesbianas de Madrid. Posteriorment ha estat cofundadora de la Comisión pro Derecho al Aborto de Madrid, portaveu de la xarxa Altres veus feministes i directora de la Col·lecció Hablan las mujeres i de les revistes Nosotras que nos queremos tanto i Desde nuestra acera.
Des del 1993 fins a la seva jubilació ha treballat a la Clínica Isadora de Madrid, on també ha estat delegada sindical de Comissions Obreres.

## Obres
- Polémicas feministas (1985) en col·laboració amb Paloma Uría
- Un feminismo que existe (2006) en col·laboració amb diverses autores.[1]